# Nils Arvidsson (Gyllenållon)
Nils Arvidsson Gyllenållon, född på 1500-talet i Hagebyhöga församling, Östergötland, död 8 maj 1611, var en svensk adelsman, häradshövding i Vifolka härad och fogde.

## Biografi
Nils Arvidsson Gyllenållon till Medhamra föddes på 1500-talet på Sandby i Hagebyhöga församling. Han var son till fogden Arvid Nilsson (död 1583) och Sigrid Svensdotter. Gyllenållon var kammartjänare hos Johan III år 1583 och blev 28 juni 1587 häradshövding i Vifolka härad, Östergötland (bekräftad fullmakt 26 mars 1594). Han adlades 27 mars 1594 med namnet Gyllenållon. Den 25 april 1594 blev han fogde på Vadstena slott, tillträde 13 maj 1594 och stannad på tjänsten till 1595. Han blev åter häradshövding den 30 oktober 1598. Gyllenållon avled 1611. Han och hans fru begravdes i Hagebyhöga kyrka, vars gravsten bekostades av mågen och kyrkoherden Johannes Bruzæus i Hagebyhöga församling.
Gyllenållon ägde gården Medhamra i Hagebyhöga socken.

### Familj
Gyllenållon gifte sig med Barbro Andersdotter (1565–1614). Hon var dotter till ärkebiskopen Andreas Laurentii Björnram och Anna Michaelsdotter i Uppsala. De fick tillsammans barnen Dordi Gyllenållon (död ung), Carin Gyllenållon (död ung), Brita Gyllenållon (död ung), Anna Nilsdotter Gyllenållon (död 1666) som var gift med kyrkoherden Johannes Bruzæus i Hagebyhöga församling, ryttmästaren Arvid Nilsson Gyllenållon (1593–1678) vid Adelsfanan och Christina Nilsdotter Gyllenållon som var gift med Nils Eld.